# Rocío Jurado
María del Rocío Trinidad Mohedano Jurado, artisticamente conhecida como Rocío Jurado (Chipiona, Cádiz, 18 de setembro de 1943 - La Moraleja, Alcobendas, Madrid, 1º de junho de 2006) era uma cantora espanhola de fama internacional, especializada em gêneros musicais como a copla andaluza e flamenco, bem como na pop espanhola, bolero e balada romântica, faceta com a qual alcançou relevância na Espanha e na América. Em 2000, ganhou o prêmio La Voz del Milenio de Melhor Voz Feminina do século XX, um prêmio concedido em Nova York, Estados Unidos. Ele vendeu 35 milhões de discos e recebeu 150 discos de ouro e 80 discos de platina.

## Infância e juventude
Nasceu no número 115 da Calle Larga, em Chipiona (Cádiz), no seio de uma família humilde. Seu pai, Fernando Mohedano Crespo (1922-24 / 07/1958; aos 36), era sapateiro e cantor de flamenco em seu tempo livre; Sua mãe, Rosario Jurado Bernal (Chipiona, 1926-Madri, 02/02/1978, morreu aos 52 anos de câncer no pâncreas), era dona de casa e cantora amadora de música espanhola. A futura estrela tinha dois irmãos mais novos, Amador (1954) e Gloria (1955), e sete sobrinhos, Fernando, Rosario, Salvador e Amador (filhos de Amador) e María Eugenia, Gloria e Rocío (filhas de Gloria).
Em sua casa, Rocío aprendeu a amar música. Ele fez sua primeira apresentação pública aos oito anos de idade, em uma peça em seu Colégio da Divina Pastora. Ele também aprendeu a trabalhar duro desde criança. Ele cantou missas, participou de festivais em sua escola e também, aos quinze anos, quando seu pai morreu, ele teve que ajudar a precária economia familiar. Ele trabalhou como sapateiro, apanhador de frutas e ainda tinha tempo para concorrer às competições da Rádio Sevilla.
Rocío passou a se chamar A garota dos prêmios, pois ganhou todos os prêmios das estações de rádio em que participou. Como em 1958, seu primeiro prêmio na Rádio Sevilla, no teatro Álvarez Quintero, e que consistia em 200 pesetas, uma garrafa de refrigerante e um par de meias, como ela própria confessou a uma revista do coração. Das mãos de sua mãe, ele viajou para Madrid, sem atingir a maioridade, onde um velho amigo da cidade a apresentou a com a famosa cantadora flamenca Pastora María Pavón Cruz (artisticamente conhecida como "La Niña de los Peines") e ao professor Manolo Caracol. No entanto, sua carreira artística imparável não começou até seu primeiro encontro com a cantora Pastora Imperio.
Pastora Imperio imediatamente contratou Rocío para a tabla que dirigia, El Duende, uma das primeiras da era da tablao. Sendo menor, ela teve que usar roupas que a faziam parecer mais velha para não chamar a atenção das autoridades. Seu parceiro, a cantora e dançarina de Málaga, Cañeta de Málaga, que também chegara a Madrid ainda jovem para buscar sua fortuna com sua arte e foi contratada em El Duende, lembra em uma entrevista como o jovem Rocío cantou "suas alegrias, sentimentos e sentimentos".
Rocío sempre disse que nasceu em 1944 desde que, quando chegou a Madrid para cantar em 1960, era menor de idade. Até os 16 anos, ele não podia cantar nos tablados, por isso falsificou sua data de nascimento, acrescentando mais dois anos e dizendo que nasceu em 1944 em vez de 1946.

## Vida artística
Profissionalmente, Rocío Jurado apareceu com um repertório principalmente de copla andaluza, um gênero que começava a perder espaço e que revitalizou com performances enérgicas, tanto na voz quanto na presença de palco.
Popular já nos anos 1960 e início dos anos 1970, em parte devido a algumas aparições como atriz na televisão e no cinema, como na série "Curro Jiménez", Rocío deu um salto para a categoria de estrela internacional, inclinando-se para um repertório melódico de balada romântica, com instrumentação orquestral e uma imagem pessoal (maquiagem, penteados e figurinos) ao gosto europeu. Rocío alternava o vestido com suntuosos vestidos de noite, às vezes muito comentados por sua audácia. Dos anos 1960 e 1980, seus maiores sucessos foram: "Si amanece", "Como una ola", "Lo siento mi amor", "Señora", "Como yo te amo", "Ese hombre", "Se nos rompió el amor", "A que no te vas", "Muera el amor", "Vibro"... Muitos deles devido a Manuel Alejandro e gravados por José Antonio Álvarez Alija.
A fama de longa data de Rocío reside em canções românticas, e não em sua faceta folclórica puramente espanhola. Ela ficou famosa por essas baladas também na Hispanoamérica, onde talvez tenha ficado na moda por mais tempo do que na Espanha, o que explica suas pontuações posteriores com ritmos mexicanos e caribenhos: "Me ha dicho la Luna", "Te cambio mi bulería". Ademais, gravou duetos com figuras famosas do continente americano: com José Luis Rodríguez "El Puma", a música "Amigo amor" e com Ana Gabriel, a ambígua música "Amor callado". Em 1990, Rocío participara de um show de homenagem a Lola Flores, em Miami, com a qual gravou o dueto "Dejándonos la piel".
No entanto, sucessos românticos de âmbito internacional não removeram Rocío de sua faceta mais andaluza. A afirmação mais forte de Rocío Jurado a esse respeito viria anos depois, quando ela já era um excelente expoente de copla e baladas. Em 1982, Rocío aplicou suas habilidades extraordinárias ao canto de flamenco em um LP duplo com a colaboração de duas figuras importantes desse gênero: o guitarrista Manolo Sanlúcar e o cantor Juan Peña "Lebrijano". Intitulado "Venha e me siga", ele descobriu que o famoso cantor também se movia livremente pelos caminhos do jondo. Apesar de um ditado lírico já perfeitamente desenvolvido, o versátil artista demonstra seu conhecimento e sua bússola em uma série de canções rigorosamente tradicionais e interpretadas com muito carinho. O cineasta Carlos Saura tomou nota e usou a voz de Rocío em dois longas-metragens: "El amor brujo", com Cristina Hoyos, em 1986, e "Sevillanas" em 1992, tendo contado com a presença de figuras importantes do mundo flamengo como Paco de Lucía, Camarón de la Isla, Tomatito, Lola Flores, Manuela Carrasco, Matilde Coral, entre muitos outros.
Rocío Jurado foi um dos protagonistas do show Azabache, um músico andaluz que, junto com outras personalidades desse gênero musical como Nati Mistral, Juanita Reina, Imperio Argentina e María Vidal, fizeram a Exposição Universal de 1992 (Expo Sevilla).
Na edição de 1998 do Festival de Jerez, dedicada à dança flamenca, o Teatro Villamarta teve que pendurar o cartaz de “ingressos esgotados” para a gala de Rocío, semanas antes de qualquer outro show. O tributo de uma pessoa ao cantor veio com a adaptação das bulerías de Fernanda de Utrera de "Se nos rompió el amor", uma música de Manuel Alejandro popularizada por Rocío.
A voz de Rocío Jurado foi reconhecida internacionalmente. Prova disso é o prêmio de melhor voz feminina do século XX, concedido em 2000 na cidade de Nova York por um grupo de jornalistas do programa. Além disso, em 1985, Rocío Jurado veio cantar na Casa Branca para o então presidente dos Estados Unidos, Ronald Reagan. Ela manteve tal fama que sua morte mereceu um artigo no site da Billboard.
Em abril de 1988, Rocío Jurado recebeu o Prêmio América de Melhor Voz Latina. O evento ocorreu no Caesars Palace Casino, em Las Vegas.

## Doença e retorno fugaz
Em agosto de 2004, ela passou por uma operação complicada no Hospital Montepríncipe, em Madrid e, posteriormente, em 17 de setembro de 2004, anunciou que estava sofrendo de câncer de pâncreas em entrevista coletiva. Em junho de 2005, o XIV Festival Yerbabuena de Las Cabezas de San Juan (Sevilha) foi dedicado a ela. Com seu amigo de longa data, Juan Peña "El Lebrijano" ao seu lado, Rocío Jurado aceitou com entusiasmo o prêmio que concedeu a seu pai e a todos os fãs.
Depois de mais de um ano de inatividade profissional, Rocío reapareceu em dezembro de 2005 com o especial da TVE "Rocío, Siempre", com uma exibição inesperada que mostrava sua aptidão. O show, gravado em duas sessões, incluía uma parte do canto folclórico e outra com suas famosas baladas e outros hits melódicos. Algumas músicas que ele cantou em dueto com o melhor da música hispânica: Rafael, Mónica Naranjo, Paulina Rubio, David Bisbal, Chayanne e Malú, entre outras.

## Morte
Em janeiro de 2006, Rocío Jurado entrou no MD Anderson Hospital, em Houston (Texas), para passar por uma revisão e uma pequena cirurgia. Uma reação alérgica a um dos medicamentos que recebeu, a levou a entrar na Unidade de Terapia Intensiva em algumas ocasiões, adiando seu retorno à Espanha até o final de março de 2006. No mesmo dia do retorno de Rocío Jurado à Espanha, o governo concedeu a ela a medalha de ouro por mérito no trabalho, que foi imediatamente notificada pisou em terra.
Em 1º de junho de 2006, ela morreu às cinco e quinze da manhã em sua casa na urbanização de La Moraleja, Alcobendas, perto de Madrid. Ela morreu de câncer no pâncreas, aos 60 anos. Isso foi relatado às portas da residência da família às 6 da manhã, seu irmão e gerente de uma vida, Amador Mohedano Jurado. O corpo foi transferido para o Centro Cultural Villa, na Plaza de Colón, em Madrid, onde uma capela em chamas foi instalada para seu velório público. Finalmente, seu corpo foi transferido para Chipiona, Cádiz, onde mais de 20.000 pessoas estavam chegando no início da manhã de 2 de junho para se despedir. Lá seus restos mortais descansam em paz no cemitério de San José. O prefeito de sua terra natal, Chipiona, construiu um mausoléu em sua homenagem, no cemitério municipal onde foi enterrado.
Desde 2007, é celebrado o "Dia Internacional do Rocío Jurado", com a presença de pessoas de todo o mundo, familiares, amigos e fãs do artista Chipiona. Uma missa e uma oferenda floral são alguns dos eventos que são organizados naquele dia em homenagem ao Rocío Jurado.

## Vida Particular
Rocío Jurado teve relacionamento com ao empresário valenciano Enrique García Vernetta, de quem se separou após 12 anos juntos. Em 21 de maio de 1976, ela se casou com o boxeador Pedro Carrasco no Santuário de la Virgen de Regla, vestindo uma bata de cola, um pente e babados. O casal teve apenas uma filha, Rocío Carrasco Mohedano. Em privado, certa vez reconheceu que não tinha tempo suficiente para se dedicar a ser mãe; suas longas viagens pela América e pela Europa a mantiveram longe da filha por mais tempo do que ela gostava. Após o divórcio em julho de 1989, e após obter a anulação do casamento, Rocío Jurado se casou com o toureiro José Ortega Cano em 17 de fevereiro de 1995 em sua propriedade Dehesa Yerbabuena, diante de mais de 2.300 convidados. A cerimônia foi transmitida ao vivo (e adiada) por todas as redes de televisão. No final de 1999, o casal adotou duas crianças colombianas, José Fernando e Gloria Camila, que posteriormente foram apresentados em público através de uma reportagem na revista ¡Hola!.

## Discografia
- 1966 – Proceso a una estrella (Columbia)
- 1969 – Mi Amigo (Columbia)
- 1971 – Un Clavel (Columbia)
- 1973 – Soy de España (Columbia)
- 1975 – Rocío Interpreta a Alberto Bourbon (RCA)
- 1976 – A que no te vas (RCA)
- 1976 – No me des Guerra (Columbia)
- 1976 – Carmen de España (Columbia)
- 1976 – Fandangos de Isla Cristina (Flamenco) (Columbia)
- 1976 – Amor Marinero (RCA)
- 1978 – Don Golondon (Columbia)
- 1978 – De ahora en adelante (RCA)
- 1979 – Canta a México: Canta con Mariachi (RCA)
- 1979 – Por Derecho (RCA)
- 1979 – Señora (RCA)
- 1981 – Canciones de España (RCA)
- 1981 – Como una Ola (RCA)
- 1982 – Ven y Sígueme (RCA)
- 1983 – Canciones de España II: Y sin embargo te quiero (RCA)
- 1983 – Desde dentro (RCA)
- 1985 – Paloma Brava (EMI)
- 1986 – Suspiro de Amor (RCA)
- 1987 – ¿Dónde estás amor? (EMI)
- 1988 – Canciones de España Inéditas (EMI)
- 1988 – Punto de Partida (EMI)
- 1990 – Rocío de Luna Blanca (EMI)
- 1990 – Nueva Navidad (Sony)
- 1991 – Sevilla (Sony)
- 1993 – Como las alas al viento (Sony)
- 1993 – La Lola se va a los puertos B.S.O (Sony)
- 1994 – Palabra de honor (Sony)
- 1998 – Con mis cinco sentidos (Sony)
- 2001 – La más grande: Con la Orquesta Sinfónica de Bratislava (Bat Records)
- 2003 – Yerbabuena y Nopal (Sum Records)
- 2006 – Rocío Siempre (Sony-BMG)
- 2013 – Romances

## Filmografia

### Nacional
- La Lola se va a los puertos (1993)
- Sevillanas (1992)
- El amor brujo (B.S.O.) (1986)
- Horas doradas (televisão) (1980)
- La querida (1976)
- Las tentadoras (1975) Episodio Este señor de negro
- Rocío y los detonadores  (1972)
- Una chica casi decente (1971)
- Lola, la piconera (série de televisão) (1969)
- En Andalucía nació el amor (1966)
- Proceso a una estrella (1966)
- Los guerrilleros (1963)

### Internacional
- La zapatera prodigiosa (Argentina)
- De España al cielo (Argentina)
- Lola Montes (Argentina)
- Aquellos tiempos (Argentina), candidata para el premio Martín Fierro